# Bionic (album)
Bionic  là album phòng thu thứ sáu của ca sĩ kiêm sáng tác nhạc người Mỹ Christina Aguilera, phát hành ngày 4 tháng 6 năm 2010 bởi RCA Records. Aguilera bắt đầu quan tâm đến nhạc điện tử khi thực hiện những bài hát mới cho album tuyển tập đầu tiên của cô Keeps Gettin' Better: A Decade of Hits (2008), và tuyên bố rằng âm nhạc mang hơi hướng tương lai sẽ là định hướng chủ đạo cho album sắp tới. Khác với album phòng thu trước Back to Basics (2006), Bionic được mô tả là một bản thu âm electropop, futurepop và R&B, trong đó nửa đầu album gồm những bản electropop kết hợp với synthesizer và giai điệu điện tử, trong khi nửa sau là những bản ballad đặc trưng của Aguilera. Đóng vai trò điều hành sản xuất của đĩa nhạc, nữ ca sĩ kết hợp với nhiều nhà sản xuất khác nhau, bao gồm Ester Dean, Samuel Dixon, John Hill, Linda Perry, Polow da Don, Switch và C. "Tricky" Stewart, bên cạnh năm bản nhạc được sáng tác bởi Sia Furler. Nội dung ca từ của album đề cập đến những chủ đề về tình dục và nữ quyền.
Ngay tại thời điểm phát hành, Bionic nhận được những phản ứng trái chiều từ các nhà phê bình âm nhạc, trong đó họ coi đây là một nỗ lực ăn theo sự nổi tiếng đang lên của electropop lúc bấy giờ và cố gắng học theo âm nhạc và hình ảnh của Lady Gaga. Tuy nhiên, giới chuyên môn về sau lại có góc nhìn tích cực hơn, cho rằng tác phẩm có nhiều bản nhạc theo tư duy tiến bộ khiến công chúng hiểu lầm. Bionic cũng gặt hái những thành công tương đối về mặt thương mại, đứng đầu bảng xếp hạng tại Vương quốc Anh nhưng lại là đĩa nhạc quán quân với doanh số bán ra thấp nhất trong tám năm, đồng thời lọt vào top 10 ở nhiều quốc gia khác, bao gồm vươn đến top 5 ở những thị trường lớn như Úc, Áo, Canada, Đức, Ireland, Tây Ban Nha và Thụy Sĩ. Album ra mắt ở vị trí thứ ba trên bảng xếp hạng Billboard 200 tại Hoa Kỳ với 110,000 bản, trở thành album thứ năm của Aguilera vươn đến top 10 và sau đó được chứng nhận đĩa Vàng bởi Hiệp hội Công nghiệp Ghi âm Hoa Kỳ (RIAA).
Bốn đĩa đơn đã được phát hành từ Bionic. "Not Myself Tonight" được chọn làm đĩa đơn mở đường và lọt vào top 40 ở hơn nhiều quốc gia, đồng thời đạt vị trí thứ 23 trên bảng xếp hạng Billboard Hot 100. Đĩa đơn thứ hai "Woohoo" (hợp tác với Nicki Minaj) nhận được nhiều đánh giá tích cực bởi màn thể hiện của Minaj và chất giọng mạnh mẽ của Aguilera, đồng thời trở thành đĩa đơn thứ 15 liên tiếp của cô lọt vào bảng xếp hạng tại Hoa Kỳ. Tuy nhiên, những đĩa đơn còn lại như "You Lost Me" và "I Hate Boys" chỉ gặt hái những thành công ít ỏi trên toàn cầu. Để quảng bá album, nữ ca sĩ trình diễn trên nhiều chương trình truyền hình và lễ trao giải lớn, như American Idol, Late Show with David Letterman The Oprah Winfrey Show, Today và giải Điện ảnh của MTV năm 2010. Ngoài ra, Aguilera cũng lên kế hoạch thực hiện chuyến lưu diễn The Bionic Tour, nhưng cuối cùng bị hủy bỏ do lịch trình quảng bá dày đặc của cô và việc thực hiện bộ phim sắp ra mắt Burlesque (2010).

## Danh sách bài hát
| Bionic – Phiên bản tiêu chuẩn | Bionic – Phiên bản tiêu chuẩn      | Bionic – Phiên bản tiêu chuẩn                                      | Bionic – Phiên bản tiêu chuẩn | Bionic – Phiên bản tiêu chuẩn |
| STT                           | Nhan đề                            | Sáng tác                                                           | Sản xuất                      | Thời lượng                    |
| ----------------------------- | ---------------------------------- | ------------------------------------------------------------------ | ----------------------------- | ----------------------------- |
| 1.                            | "Bionic"                           | Christina Aguilera John Hill Dave Taylor Kalenna Harper            | Hill Switch                   | 3:21                          |
| 2.                            | "Not Myself Tonight"               | Jamal Jones Ester Dean Jason Perry Greg Curtis                     | Polow da Don                  | 3:05                          |
| 3.                            | "Woohoo" (hợp tác với Nicki Minaj) | Aguilera Jones Dean Claude Kelly Onika Maraj                       | Polow da Don Kelly [a]        | 5:28                          |
| 4.                            | "Elastic Love"                     | Aguilera Mathangi Arulpragasam Hill Taylor                         | Hill Switch                   | 3:34                          |
| 5.                            | "Desnudate"                        | Aguilera Christopher "Tricky" Stewart Kelly                        | Stewart Kelly [a]             | 4:25                          |
| 6.                            | "Love & Glamour" (Intro)           |                                                                    |                               | 0:11                          |
| 7.                            | "Glam"                             | Aguilera Stewart Kelly                                             | Stewart Kelly [a]             | 3:40                          |
| 8.                            | "Prima Donna"                      | Aguilera Stewart Kelly                                             | Stewart Kelly [a]             | 3:26                          |
| 9.                            | "Morning Dessert" (Intro)          | Bernard Edwards Jr.                                                | Focus...                      | 1:33                          |
| 10.                           | "Sex for Breakfast"                | Aguilera Detail Edwards Jr.                                        | Focus... Detail [a]           | 4:49                          |
| 11.                           | "Lift Me Up"                       | Linda Perry                                                        | Perry                         | 4:07                          |
| 12.                           | "My Heart" (Intro)                 |                                                                    |                               | 0:19                          |
| 13.                           | "All I Need"                       | Aguilera Sia Furler Samuel Dixon                                   | Dixon Furler [a]              | 3:33                          |
| 14.                           | "I Am"                             | Aguilera Furler Dixon                                              | Dixon Furler [a]              | 3:52                          |
| 15.                           | "You Lost Me"                      | Aguilera Furler Dixon                                              | Dixon Furler [a]              | 4:17                          |
| 16.                           | "I Hate Boys"                      | Aguilera Jones Dean William Tyler Bill Wellings J.J. Hunter        | Polow da Don Kelly [a]        | 2:24                          |
| 17.                           | "My Girls" (hợp tác với Peaches)   | Aguilera Kathleen Hanna Johanna Fateman J.D. Samson Merrill Nisker | Le Tigre                      | 3:08                          |
| 18.                           | "Vanity"                           | Aguilera Dean Kelly                                                | Dean Kelly [a]                | 4:22                          |
| Tổng thời lượng:              | Tổng thời lượng:                   | Tổng thời lượng:                                                   | Tổng thời lượng:              | 59:27                         |

| Bionic – Phiên bản cao cấp | Bionic – Phiên bản cao cấp | Bionic – Phiên bản cao cấp                                          | Bionic – Phiên bản cao cấp | Bionic – Phiên bản cao cấp |
| STT                        | Nhan đề                    | Sáng tác                                                            | Sản xuất                   | Thời lượng                 |
| -------------------------- | -------------------------- | ------------------------------------------------------------------- | -------------------------- | -------------------------- |
| 19.                        | "Monday Morning"           | Aguilera Santi White Hill Taylor Sam Endicott                       | Hill Switch                | 3:54                       |
| 20.                        | "Bobblehead"               | Aguilera White Hill Taylor                                          | Hill Switch                | 3:02                       |
| 21.                        | "Birds of Prey"            | Aguilera Cathy Dennis Helen Marnie Daniel Hunt Mira Aroyo Reuben Wu | Ladytron                   | 4:19                       |
| 22.                        | "Stronger Than Ever"       | Aguilera Furler Dixon                                               | Dixon Furler [a]           | 4:16                       |
| 23.                        | "I Am" (Stripped)          | Aguilera Furler Dixon                                               | Dixon Furler [a]           | 3:55                       |
| Tổng thời lượng:           | Tổng thời lượng:           | Tổng thời lượng:                                                    | Tổng thời lượng:           | 79:05                      |

| Bionic – Phiên bản trên iTunes Store và bản cao cấp tái bản năm 2020 (bản nhạc kèm theo) | Bionic – Phiên bản trên iTunes Store và bản cao cấp tái bản năm 2020 (bản nhạc kèm theo) | Bionic – Phiên bản trên iTunes Store và bản cao cấp tái bản năm 2020 (bản nhạc kèm theo) | Bionic – Phiên bản trên iTunes Store và bản cao cấp tái bản năm 2020 (bản nhạc kèm theo) | Bionic – Phiên bản trên iTunes Store và bản cao cấp tái bản năm 2020 (bản nhạc kèm theo) |
| STT                                                                                      | Nhan đề                                                                                  | Sáng tác                                                                                 | Sản xuất                                                                                 | Thời lượng                                                                               |
| ---------------------------------------------------------------------------------------- | ---------------------------------------------------------------------------------------- | ---------------------------------------------------------------------------------------- | ---------------------------------------------------------------------------------------- | ---------------------------------------------------------------------------------------- |
| 24.                                                                                      | "Little Dreamer"                                                                         | Aguilera Dennis Hunt Wu                                                                  | Ladytron                                                                                 | 4:11                                                                                     |
| Tổng thời lượng:                                                                         | Tổng thời lượng:                                                                         | Tổng thời lượng:                                                                         | Tổng thời lượng:                                                                         | 83:05                                                                                    |

Ghi chú
- ^a  nghĩa là sản xuất giọng hát
- "Woohoo" chứa đoạn nhạc mẫu "Add Már, Uram Az Esőt!" của Kati Kovács.
- "I Hate Boys" chứa đoạn nhạc mẫu "Jungle Juice", sáng tác bởi Bill Wellings and J.J. Hunter, và thể hiện bởi Elektrik Cokernut.
- Tại Trung Quốc, Bionic loại bỏ những bài hát: "Woohoo", "Morning Dessert (Intro)" và "Sex for Breakfast".

## Xếp hạng
| Bảng xếp hạng (2010)                     | Vị trí cao nhất |
| ---------------------------------------- | --------------- |
| Album Úc (ARIA)                          | 3               |
| Album Áo (Ö3 Austria)                    | 3               |
| Album Bỉ (Ultratop Flanders)             | 4               |
| Album Bỉ (Ultratop Wallonia)             | 23              |
| Album Canada (Billboard)                 | 3               |
| Album Croatia Quốc tế (HDU)              | 17              |
| Album Cộng hòa Séc (ČNS IFPI)            | 4               |
| Album Đan Mạch (Hitlisten)               | 12              |
| Album Hà Lan (MegaCharts)                | 6               |
| Album Châu Âu (Billboard)                | 1               |
| Album Phần Lan (Suomen virallinen lista) | 10              |
| Album Pháp (SNEP)                        | 23              |
| Album Đức (Offizielle Top 100)           | 6               |
| Album Hy Lạp (IFPI)                      | 1               |
| Album Hungaria (MAHASZ)                  | 12              |
| Album Ireland (IRMA)                     | 4               |
| Album Ý (FIMI)                           | 8               |
| Album Nhật Bản (Oricon)                  | 6               |
| Album Mexico (Top 100 Mexico)            | 8               |
| Album New Zealand (RMNZ)                 | 6               |
| Album Na Uy (VG-lista)                   | 20              |
| Album Ba Lan (ZPAV)                      | 7               |
| Album Nga (2M)                           | 5               |
| Album Scotland (OCC)                     | 2               |
| Album Hàn Quốc (Circle)                  | 6               |
| Album Hàn Quốc Quốc tế (Circle)          | 1               |
| Album Tây Ban Nha (PROMUSICAE)           | 4               |
| Album Thụy Điển (Sverigetopplistan)      | 9               |
| Album Thụy Sĩ (Schweizer Hitparade)      | 2               |
| Album Đài Loan (Five Music)              | 1               |
| Album Anh Quốc (OCC)                     | 1               |
| Hoa Kỳ Billboard 200                     | 3               |

| Bảng xếp hạng (2010) | Vị trí |
| -------------------- | ------ |
| Album Nga (2M)       | 89     |
| Hoa Kỳ Billboard 200 | 139    |

## Chứng nhận
| Quốc gia | Chứng nhận | Số đơn vị/doanh số chứng nhận |
| --- | ---------- | ----------------------------- |
| Úc (ARIA) | Vàng       | 35.000^                       |
| Áo (IFPI Áo) | Vàng       | 10.000*                       |
| Brasil (Pro-Música Brasil) | Vàng       | 20.000‡                       |
| Hy Lạp (IFPI Hy Lạp) | Vàng       | 3.000^                        |
| Anh Quốc (BPI) | Bạc        | 60.000^                       |
| Hoa Kỳ (RIAA) | Vàng       | 500.000‡                      |
| * Chứng nhận dựa theo doanh số tiêu thụ. ^ Chứng nhận dựa theo doanh số nhập hàng. ‡ Chứng nhận dựa theo doanh số tiêu thụ và phát trực tuyến. |            |                               |

## Lịch sử phát hành
| Khu vực        | Ngày             | Phiên bản              | Định dạng             | Hãng đĩa   | Ct.                         |
| -------------- | ---------------- | ---------------------- | --------------------- | ---------- | --------------------------- |
| Úc             | 4 tháng 6, 2010  | Tiêu chuẩn cao cấp     | CD tải nhạc số        | Sony Music | [ 42 ]                      |
| Đức            | 4 tháng 6, 2010  | Tiêu chuẩn cao cấp     | CD tải nhạc số        | Sony Music | [ 43 ] [ 44 ]               |
| Hà Lan         | 4 tháng 6, 2010  | Tiêu chuẩn cao cấp     | CD tải nhạc số        | Sony Music | [ 45 ]                      |
| Tây Ban Nha    | 4 tháng 6, 2010  | Tiêu chuẩn cao cấp     | CD tải nhạc số        | Sony Music | [ 46 ]                      |
| Pháp           | 7 tháng 6, 2010  | Tiêu chuẩn cao cấp     | CD tải nhạc số        | Sony Music | [ 47 ]                      |
| Malaysia       | 7 tháng 6, 2010  | Cao cấp                | CD tải nhạc số        | Sony Music | [ 48 ] [ 49 ]               |
| Ba Lan         | 7 tháng 6, 2010  | Eco tiêu chuẩn cao cấp | CD tải nhạc số        | Sony Music | [ 50 ] [ 51 ]               |
| Thổ Nhĩ Kỳ     | 7 tháng 6, 2010  | Tiêu chuẩn cao cấp     | CD tải nhạc số        | Sony Music | [ 52 ]                      |
| Vương quốc Anh | 7 tháng 6, 2010  | Tiêu chuẩn cao cấp fan | CD tải nhạc số LP     | RCA        | [ 53 ] [ 54 ] [ 55 ] [ 56 ] |
| Argentina      | 8 tháng 6, 2010  | Tiêu chuẩn             | CD tải nhạc số        | Sony Music | [ 57 ]                      |
| Brazil         | 8 tháng 6, 2010  | Tiêu chuẩn             | CD tải nhạc số        | Sony Music | [ 58 ]                      |
| Philippines    | 8 tháng 6, 2010  | Tiêu chuẩn             | CD tải nhạc số        | Sony Music | [ 59 ]                      |
| Hoa Kỳ         | 8 tháng 6, 2010  | Tiêu chuẩn cao cấp fan | CD tải nhạc số LP     | RCA        | [ 60 ] [ 61 ] [ 62 ] [ 63 ] |
| Nhật Bản       | 9 tháng 6, 2010  | Cao cấp                | CD tải nhạc số        | Sony Music | [ 64 ]                      |
| Đài Loan       | 11 tháng 6, 2010 | Cao cấp                | CD tải nhạc số        | Sony Music | [ 65 ]                      |
| Trung Quốc     | 20 tháng 8, 2010 | Tiêu chuẩn             | CD tải nhạc số        | Sony Music | [ 66 ]                      |
| Toàn cầu       | 8 tháng 6, 2020  | Cao cấp tái bản        | Tải nhạc số streaming | RCA        | [ 67 ] [ 68 ]               |
| Hoa Kỳ         | 2 tháng 4, 2021  | Cao cấp tái bản        | LP                    | RCA        | [a]                         |